# Fleur Maas
Fleur Maas, née le 23 février 2002 à Rotterdam, est une joueuse professionnelle de squash représentant les Pays-Bas. Elle atteint en janvier 2024 la 130e place mondiale sur le circuit international, son meilleur classement. Elle est championne des Pays-Bas en 2022 et 2023.

## Biographie
Elle commence le squash à l'âge de sept ans.

## Palmarès

### Titres
- Championnats des Pays-Bas : 2 titres (2022, 2023)